# Hit the Road
Hit the Road est un collectif français d'athlètes, d'explorateurs, de vidéastes et de photographes créé en 2012 et originaire de Paris.
Composé actuellement de deux membres, Clément Dumais et Paul Rdb, le collectif est principalement actif sur Youtube, où ses membres relatent leurs explorations par la photographie et la vidéo.

## Origine du nom
Le nom du collectif Hit the Road (Prendre la Route) viendrait du Parkour et du projet initial pour les fondateurs du collectif de voyager et rencontrer d'autres pratiquants de la discipline en Europe.

## Historique
Créé en 2012, le collectif, rassemblant des pratiquants du Parkour, est assez discret jusqu'en 2015 avec l'escalade illégale de la Tour Eiffel,, affaire qui sera moyennement médiatisée.
Le groupe est ensuite actif sur Youtube où il publie les récits de leur explorations autour du monde, notamment à Paris, Hong-Kong, Dubaï, Rio de Janeiro ou encore Tchernobyl.
En 2016, trois des quatre membres du collectif se qualifient à la finale de l'émission Ninja Warrior.  
En 2017, le groupe réalise une exposition photographique qui présente un certain nombre de ses explorations urbaines au Cnit,.
Le collectif publie en 2021 un livre photographique, Infiltrés, rassemblant les meilleures photographies de leurs explorations depuis 2012.
La même année, le groupe sort un premier film, Explore : A Soviet Dystopia, qui retrace leurs explorations d'anciens bâtiments soviétiques en Ukraine. Le film recevra la note de 7.1/10 sur SensCritique.
Il est également largement médiatisé lors de l'escalade illégale en 2021 de la Statue du Christ Rédempteur de Rio,, qui donnera lieu en 2022 à un nouveau film, L'Homme de Rio : A Vida Loca, narrant cet épisode et documentant les populations marginalisées de Rio de Janeiro et de Sao Paulo. Le film recevra la note de 7.3/10 sur SensCritique.
Un nouveau film, Buran : La quête finale, sort en 2023, racontant l'exploration du Cosmodrome de Baïkonour et les vestiges abandonnés du programme spatial soviétique Buran et Energuia. Le film, comme les deux précédents, sera projeté en avant-première au Grand Rex avant d'être disponible sur Vimeo avec le service on demand.

## Filmographie
- 2021 : Explore : A Soviet Dystopia
- 2022 : L'Homme de Rio : A Vida loca
- 2023 : Buran : La quête finale

## Publications
- Infiltrés, Éditions du Chêne, 2021